# 马尔康格伊里
马尔康格伊里（Malkangiri），是印度奥里萨邦Malkangiri县的一个城镇。总人口23110（2001年）。

## 人口
该地2001年总人口23110人，其中男性11966人，女性11144人；0—6岁人口3407人，其中男1773人，女1634人；识字率56.65%，其中男性为64.69%，女性为48.01%。